# (34685) 2001 EE12
(34685) 2001 EE12 es un asteroide perteneciente al cinturón de asteroides, descubierto el 3 de marzo de 2001 por el equipo del Lincoln Near-Earth Asteroid Research desde el Laboratorio Lincoln, Socorro, Nuevo México.

## Designación y nombre
Designado provisionalmente como 2001 EE12.

## Características orbitales
(34685) 2001 EE12 está situado a una distancia media del Sol de 2,545 ua, pudiendo alejarse hasta 2,926 ua y acercarse hasta 2,163 ua. Su excentricidad es 0,150 y la inclinación orbital 13,354 grados. Emplea 1482,74 días en completar una órbita alrededor del Sol.
Pertenece a la familia de asteroides de (15) Eunomia.

## Características físicas
La magnitud absoluta de (34685) 2001 EE12 es 14,94.